# Malemann

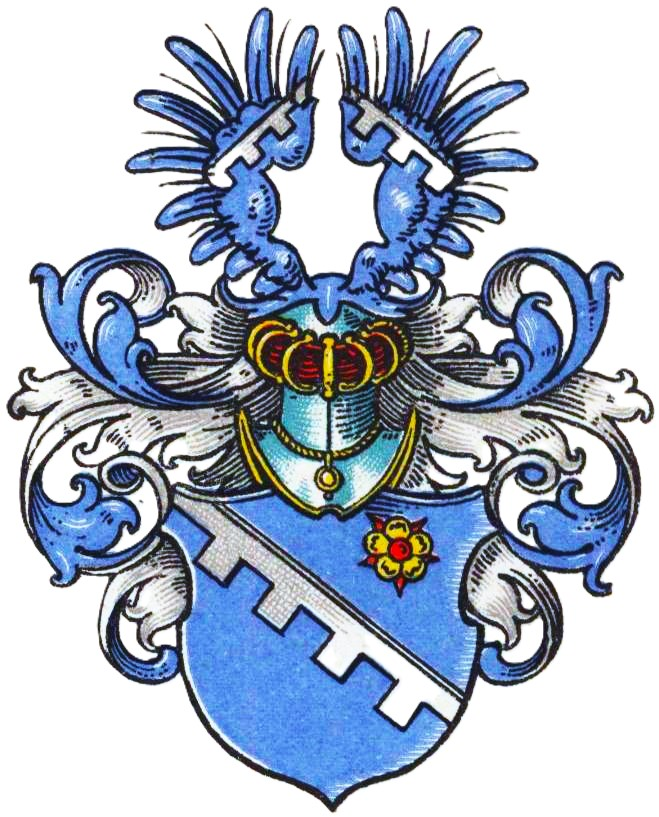
Wappen derer von Malemann im Wappenbuch des Westfälischen Adels

Malemann (auch Maleman, Malemann genannt Grympe, Malemann genannt Platvoet o. ä.) ist der Name eines erloschenen westfälischen Adelsgeschlechts.

## Geschichte
Das Geschlecht hatte seinen Stammsitz auf dem nach der Familie benannten Haus Malenburg, zuvor auch Haus Radelenbeck(e) genannt (später Sitz der Kommende Malenburg), im heutigen Datteln. Die Familie stammt von dem Adelsgeschlecht Morrien ab, das wie die Herren von Grotthuß den Herren von Senden entstammt.
Bereits vor 1300 erscheinen die Brüder Johann und Alexander Morrian dicti Malemann, Söhne des Konrad von Morrien. 1342 machte Alexander Malemann die Burg Radelenbecke (Malenburg) dem Kölner Erzbischof zum Offenhaus. Seine Söhne Conrad und Stephan stimmen der Erklärung zu, ebenso wie Alexanders Bruder Johann genannt Maleman. Durch die ca. 1364 erfolgte Eheschließung der Geva von Malemann mit Johann von Dorneburg genannt Aschebrock fiel die Malenburg einige Jahre später an dessen Familie. 1369 erscheint derselbe Johann von Dorneburg genannt Aschebrock „zur Malenburg“.
1329 erwarb Johann Malemann die Burg tom Berge bei Selm-Bork sowie ein Haus tom Grunde und zwei Höfe in Bork-Netteberge. 1338 machte derselbe Johann von Malemann zusammen mit seinem Sohn Albert von Malemann die Burg tom Berge dem Bischof von Münster zum Offenhaus. Dasselbe wiederholte der Kanppe Wilhelm von Malemann, Sohn des Alberts von Malemann, am 24. November 1359. Um 1360 kam auch das benachbarte Haus Bork an die Herren von Malemann. Nachdem die Malemann dem Bischof und den Domherren von Münster die Fehde angesagt und beraubt hatten, sie dadurch in den Augen des Münsteraner Bischofs Landfriedensbruch begangen hatten, zerstörte Bischof Florenz von Wevelinghoven 1372 Haus Berge in einer Strafaktion. Danach müssen sich die Malemann zwischenzeitlich dem Bischof unterworfen haben, denn 1380 wurde Albert von Malemann zu Haus Berge vom Münsteraner Bischof Potho von Pothenstein mit Haus Bork belehnt. Später jedoch muss es zu erneuten Kämpfen gekommen sein. Zwischen 1381 und 1392 wurde Burg Berge von Bischof Heidenreich Wolf von Lüdinghausen wegen Landfriedensbruch erneut zerstört. Wenige Jahrzehnte später starb das Geschlecht im Mannesstamm aus. Haus Berge gelangte Anfang des 15. Jahrhunderts an die Herren von Hert, Haus Bork 1426 an die Herren von Hake-Wulfsberg.
Laut Max von Spießen kommt die Familie noch 1424 vor.

## Wappen
Blasonierung: In Blau eine silberne rechtsschräge Brücke (Turnierkragen), im linken Oberwinkel eine goldene Rose. Auf dem Helm mit blau-silbernen Helmdecken ein offener blauer Flug, jeder Flügel mit einer silbernen nach außen absteigenden Brücke belegt.
Die stammverwandten Herren von Senden, Morrien und Grotthuß führten sehr ähnliche Wappen.

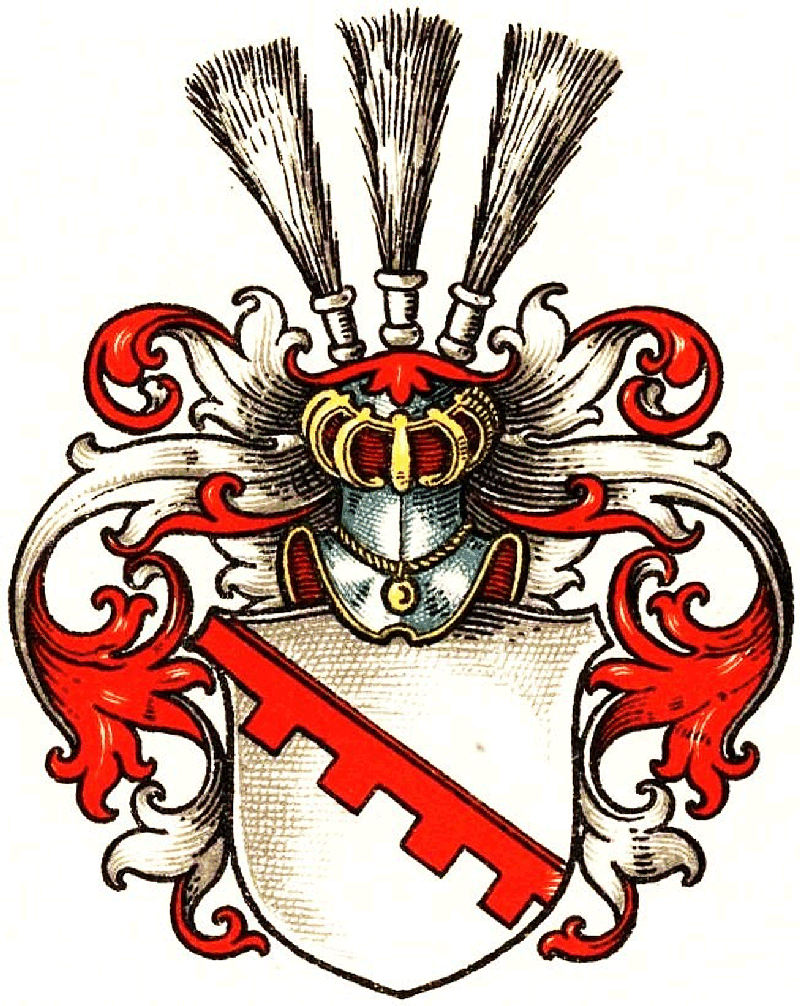
Wappen derer von Senden im Wappenbuch des Westfälischen Adels
Stammwappen derer von Morrien im Wappenbuch des Westfälischen Adels
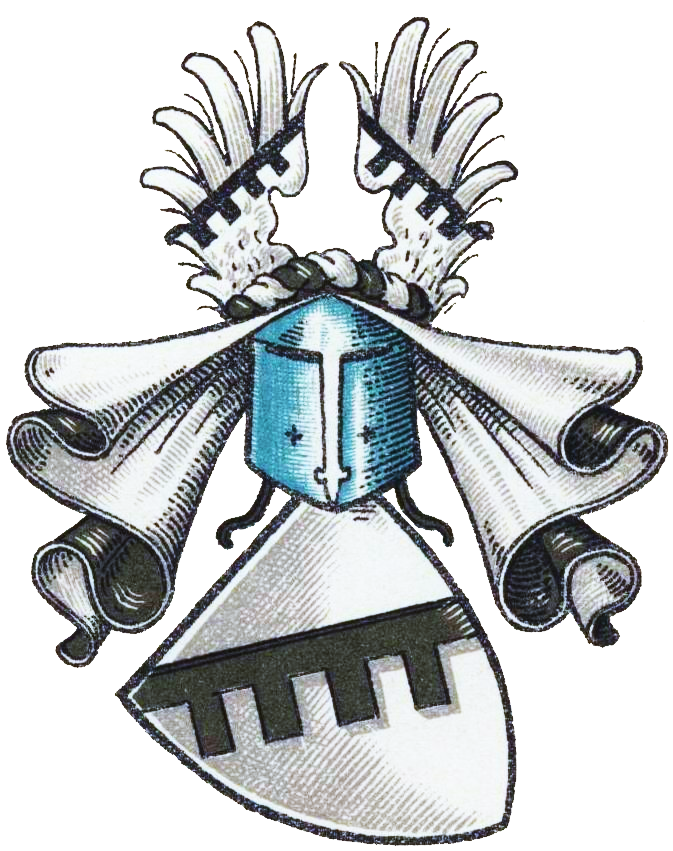
Stammwappen derer von Grotthuß im Wappenbuch des Westfälischen Adels